# Jean-François de Saunhac-Belcastel
Pour les autres membres de la famille, voir Famille de Saunhac.
Jean-François de Saunhac-Belcastel, né le 13 janvier 1765 au château d'Ampiac et mort le 2 janvier 1853 au palais épiscopal de Perpignan, est un prélat français, évêque de Perpignan de 1823 à 1853.
Il est ordonné prêtre le 28 mars 1789 et devient vicaire général du diocèse de Cahors.